# Беличьи
Бе́личьи (устар. «бе́лковые», устар. «векшевидные», лат. Sciuridae) — семейство млекопитающих отряда грызунов.

## Описание
К беличьим относятся разнообразные по внешнему виду и образу жизни животные, объединяемые единством происхождения и сходством анатомического строения. Размеры мелкие и средние. Длина тела от 6 (мышиная белка) до 60 см (сурки). По внешнему виду беличьих можно разделить на 3 типа: на древесных беличьих, наземных беличьих и летяг, причём считается, что общие предки были наиболее близки к древесным беличьим. У древесных беличьих, к которым относятся собственно белки, длинные пушистые хвосты, острые когти и крупные уши, иногда с кисточками. У летяг по бокам тела, между запястьями и лодыжками имеется кожная перепонка, позволяющая им планировать. Наземные беличьи отличаются более плотным телосложением и короткими, сильными передними конечностями. У всех беличьих задние конечности длиннее передних, но не более чем в 2 раза. Задние конечности 5-, передние 4- или 5-палые. IV палец на передних и задних конечностях наиболее длинный. Волосяной покров густой и мягкий. Окраска однотонная или с полосами и пятнами, варьирует от чёрной и белой до рыжей или тёмно-жёлтой. Сосков от 2 до 6 пар. Зубов всего 20—22. Коренные зубы с корнями, с каждой стороны верхней челюсти их по 5 (у одного вида — 4), нижней — по 4. Жевательная поверхность коренных зубов бугорчатая или бугорчато-гребенчатая. Передний верхний предкоренной зуб всегда меньше других; у белок он в виде тонкого столбика, а у персидской белки вообще отсутствует.
Распространены беличьи очень широко. Отсутствуют в Австралийской области, на Мадагаскаре, в полярных областях, в северо-западной Африке (Сахара) и на юге Южной Америки (Патагонии, Чили, большей части Аргентины). В Северном полушарии ископаемые остатки беличьих встречаются с олигоцена. Населяют самые разнообразные ландшафты: от тропических дождевых лесов до арктической тундры. В горах встречаются до нижней кромки ледников. Ведут наземный или древесный образ жизни. Активны главным образом днём; летяги — преимущественно ночью. Питаются разнообразными растительными кормами (семенами, орехами, грибами), реже насекомыми и мелкими позвоночными. Наземные виды кормятся преимущественно зеленью. Виды в умеренных областях ареала делают запасы на зиму или впадают в зимнюю спячку. Образ жизни одиночный, иногда колониальный. Древесные беличьи как правило строят гайна (гайно — шарообразное гнездо белки из тонких веточек, лыка, мха; внутри выстлано различными мягкими материалами и т. п.), в то время как наземные беличьи обитают в норах. Для некоторых видов отмечены дальние миграции. Длительность беременности 22—45 дней. Самки приносят от 1 до 15 голых и слепых детёнышей.
Ряд видов имеет промысловое значение и добывается ради меха или мяса. В семействе есть вредители сельского хозяйства (ряд сусликов) и переносчики опасных заболеваний человека (некоторые сурки, суслики).

## Классификация
База данных Американского общества маммологов (ASM Mammal Diversity Database, v. 1.13) признаёт 64 рода и 321 вид беличьих, распределённые по пяти подсемействам. Одно из самых разнообразных семейств грызунов — по количеству видов беличьи уступают только мышиным и хомяковым.
| - Подсемейство Callosciurinae - Триба Callosciurini - Прекрасные белки (Callosciurus) [15 видов] - Краснощёкие белки (Dremomys) [6 видов] - Крошечные белки (Exilisciurus) [3 вида] - Glyphotes [1 вид: калимантанская белка (G. simus)] - Сулавесийские длинноносые белки (Hyosciurus) [2 вида] - Малайские белки (Lariscus) [4 вида] - Menetes [1 вид: белка Бердмора (M. berdmorei)] - Nannosciurus [1 вид: черноухая белка-крошка (N. melanotis)] - Карликовые сулавесские белки (Prosciurillus) [7 видов] - Rhinosciurus [1 вид: длинноносая белка (R. laticaudatus)] - Rubrisciurus [1 вид: рубиновая белка (R. rubriventer)] - Зондские белки (Sundasciurus) [20 видов] - Тамиопсы (Tamiops) [5 видов] - Триба Funambulini - Пальмовые белки (Funambulus) [6 видов] - Подсемейство Ratufinae - Гигантские белки (Ratufa) [4 вида] - Подсемейство Sciurillinae - Sciurillus [1 вид: белка-крошка (S. pusillus)] - Подсемейство Sciurinae - Триба Pteromyini - Aeretes [1 вид: китайская летяга (A. melanopterus)] - Чёрные летяги (Aeromys) [2 вида] - Волосатоногие летяги (Belomys) [1 вид: волосатоногая летяга (B. pearsonii)] - Biswamoyopterus [3 вида] - Eoglaucomys [1 вид: кашмирская летяга (E. fimbriatus)] - Eupetaurus [3 вида] - Американские летяги (Glaucomys) [3 вида] - Стрелохвостые летяги (Hylopetes) [10 видов] - Индонезийские летяги (Iomys) [2 вида] - Летяги-пигмеи (Petaurillus) [3 вида] - Гигантские летяги (Petaurista) [19 видов] - Карликовые летяги (Petinomys) [8 видов] - Евразийские летяги (Pteromys) [2 вида] - Priapomys [1 вид: P. leonardi] - Pteromyscus [1 вид: дымчатая летяга (P. pulverulentus)] - Trogopterus [1 вид: сложнозубая летяга (P. xanthipes)] - Триба Sciurini - Карликовые белки (Microsciurus) [10 видов] - Rheithrosciurus [1 вид: кистеухая белка (R. macrotis)] - Белки (Sciurus) [29 видов] - Syntheosciurus [1 вид: бороздчаторезцовая белка (S. brochus)] - Красные белки (Tamiasciurus) [3 вида] | - Подсемейство Xerinae - Триба Marmotini - Антилоповые суслики (Ammospermophilus) [4 вида] - Золотистые суслики (Callospermophilus) [3 вида] - Луговые собачки (Cynomys) [5 видов] - Иктидомисы (Ictidomys) [3 вида] - Сурки (Marmota) [15 видов] - Notocitellus [2 вида] - Скальные суслики (Otospermophilus) [3 вида] - Poliocitellus [1 вид: суслик Франклина (P. franklinii)] - Суслики (Spermophilus) [18 видов] - Трансберингийские суслики (Urocitellus) [12 видов] - Xerospermophilus [4 вида] - Триба Protoxerini - Африканские пальмовые белки (Epixerus) [1 вид: африканская пальмовая белка (E. ebii)] - Полосатые белки (Funisciurus) [10 видов] - Солнечные белки (Heliosciurus) [6 видов] - Myosciurus [1 вид: мышиная белка (M. pumilio)] - Кустарниковые белки (Paraxerus) [11 видов] - Масличные белки (Protoxerus) [2 вида] - Триба Sciurotamiini - Беличьи бурундуки (Sciurotamias) [2 вида] - Триба Tamiini: бурундуки - Eutamias [1 вид: азиатский бурундук (E. sibiricus)] - Neotamias [26 видов] - Бурундуки (Tamias) [1 вид: восточный бурундук (T. striatus)] - Триба Xerini - Atlantoxerus [1 вид: магрибская белка (A. getulus)] - Euxerus [1 вид: полосатая земляная белка (E. erythropus)] - Geosciurus [2 вида] - Spermophilopsis [1 вид: тонкопалый суслик (S. leptodactylus)] - Земляные белки (Xerus) [1 вид: рыжая земляная белка (X. rutilus)] |

В фауне России 16 видов семейства беличьих: летяга, обыкновенная белка, азиатский бурундук, берингийский, или американский, суслик (евражка), 8 видов собственно сусликов и 4 вида сурков.

## Комментарии
1. ↑  Некоторые отечественные авторы вид Olisthomys morrisi Carter, 1942, обычно включаемый в качестве младшего синонима в  Petinomys setosus  (Temminck, 1844), рассматривают в качестве единственного представителя рода Olisthomys под названием вьетнамская карликовая летяга[4] (O. morrisi)[5]